# Tectiacris
Tectiacris is een geslacht van rechtvleugeligen uit de familie veldsprinkhanen (Acrididae). De wetenschappelijke naam van dit geslacht is voor het eerst geldig gepubliceerd in 2005 door Wei & Zheng.

## Soorten
Het geslacht Tectiacris  is monotypisch en omvat slechts de volgende soort:
- Tectiacris maculifemura (Wei & Zheng, 2005)